# 島袋吉和
島袋 吉和（しまぶくろ よしかず、1946年〈昭和21年〉7月20日 - ）は、日本の政治家。元沖縄県名護市長（1期）。旭日小綬章。

## 経歴
沖縄県出身。琉球大学農学部卒。卒業後は沖縄証券（現おきぎん証券）に入る。その後。北部養豚農業協同組合専務理事を経て、名護市議会議員となる。市議を4期務め、議長を務めた。
2006年〈平成18年〉の名護市長選挙に立候補し、初当選する。市長は1期務め、2010年〈平成22年〉の市長選挙で落選した。
2016年 秋の叙勲で地方自治功労により旭日小綬章を受章。